# Sportsklubben Vard Haugesund 2013
Questa voce raccoglie le informazioni riguardanti lo Sportsklubben Vard Haugesund nelle competizioni ufficiali della stagione 2013.

## Stagione
Il Vard Haugesund, neopromosso nella 1. divisjon, chiuse la stagione al 13º posto in classifica, retrocedendo così nella 2. divisjon. L'avventura nella Coppa di Norvegia 2013 si chiuse invece al terzo turno, con l'eliminazione a causa della sconfitta nel derby contro lo Haugesund. Nel corso della stagione, ci fu l'avvicendamento in panchina tra Steinar Lein e Flemming Christensen, ma ciò non bastò a salvare la squadra dalla retrocessione. Erlend Drivenes fu il calciatore più utilizzato in stagione, con 32 presenze (29 in campionato e 3 in coppa); Sanel Kapidžić fu invece il miglior marcatore, con 14 reti (13 in campionato e una in coppa).

## Maglie e sponsor
Lo sponsor tecnico per la stagione 2013 fu Umbro, mentre lo sponsor ufficiale fu Haugesund Sparebank. La divisa casalinga era composta da una maglietta rossa con inserti bianchi, pantaloncini blu e calzettoni rossi. La divisa da trasferta era invece costituita da una maglietta bianca, pantaloncini blu e calzettoni bianchi.
| Casa | Trasferta |

## Rosa
| N. |                           | Ruolo | Calciatore                 |
| -- | ------------------------- | ----- | -------------------------- |
| 1  | Norvegia (bandiera)       | P     | Helge Sandvik              |
| 2  | Norvegia (bandiera)       | D     | Erlend Drivenes            |
| 3  | Norvegia (bandiera)       | C     | Erlend Grov                |
| 4  | Norvegia (bandiera)       | C     | Henrik Ørpetveit           |
| 5  | Norvegia (bandiera)       | C     | Simen Grov                 |
| 6  | Norvegia (bandiera)       | C     | Roy Miljeteig              |
| 7  | Norvegia (bandiera)       | C     | Jørn Rikard Lilleng Hansen |
| 8  | Norvegia (bandiera)       | D     | Harald Vindenes            |
| 9  | Norvegia (bandiera)       | A     | Ole Johannes Stople        |
| 10 | Norvegia (bandiera)       | A     | Alexander Stølås           |
| 11 | Danimarca (bandiera)      | C     | Sanel Kapidžić             |
| 12 | Costa d'Avorio (bandiera) | C     | Ahyee Aye Elvis            |
| 13 | Norvegia (bandiera)       | P     | Alexander Sandvik          |
| 14 | Norvegia (bandiera)       | C     | Torbjørn Kallevåg          |
| 15 | Norvegia (bandiera)       | D     | Rune Løvland               |
| 16 | Stati Uniti (bandiera)    | A     | Anthony Avalos             |

| N. |                           | Ruolo | Calciatore              |
| -- | ------------------------- | ----- | ----------------------- |
| 17 | Norvegia (bandiera)       | D     | Mats Kvalvågnes         |
| 18 | Norvegia (bandiera)       | D     | Andre Bundegaard        |
| 19 | Norvegia (bandiera)       | D     | Steffen Haugland        |
| 20 | Norvegia (bandiera)       | D     | Haavard Høiland         |
| 21 | Norvegia (bandiera)       | D     | Sondre Bjønsaas Nielsen |
| 22 | Norvegia (bandiera)       | A     | Thore Baardsen Pedersen |
| 23 | Norvegia (bandiera)       | C     | Eirik Ulland Andersen   |
| 24 | Norvegia (bandiera)       | P     | Michael Lie             |
| 25 | Norvegia (bandiera)       | A     | Sixten Dalen Jensen     |
| 26 | Costa d'Avorio (bandiera) | A     | Barry Kader             |
| 27 | Norvegia (bandiera)       | A     | Vetle Myhre             |
| 30 | Norvegia (bandiera)       | D     | Erlend Fornes Gundersen |
| 30 | Norvegia (bandiera)       | D     | Anders Underhaug        |
| 31 | Danimarca (bandiera)      | D     | Oliver Larsen           |
| 32 | Danimarca (bandiera)      | P     | Kenneth Stenild         |
| 44 | Norvegia (bandiera)       | P     | Øystein Øvretveit       |

## Calciomercato

### Sessione invernale(dal 01/01 al 31/03)
| Acquisti | Acquisti         | Acquisti      | Acquisti   |
| R.       | Nome             | da            | Modalità   |
| -------- | ---------------- | ------------- | ---------- |
| D        | Steffen Haugland | Sandnes Ulf   | prestito   |
| D        | Anders Underhaug |               | svincolato |
| D        | Harald Vindenes  | Sandnes Ulf   | definitivo |
| C        | Ahyee Aye Elvis  | Sogndal       | definitivo |
| C        | Sanel Kapidžić   | Fyn           | definitivo |
| A        | Barry Kader      | Turnu Severin | definitivo |
| A        | Vetle Myhre      | Sandnes Ulf   | definitivo |

| Cessioni | Cessioni        | Cessioni | Cessioni   |
| R.       | Nome            | a        | Modalità   |
| -------- | --------------- | -------- | ---------- |
| D        | Adnan Čaušević  | Tromsø   | definitivo |
| A        | Christian Holko |          | svincolato |
| A        | Jarle Wee       |          | ritiro     |

### Trasferimenti tra le due sessioni
| Acquisti | Acquisti          | Acquisti | Acquisti   |
| R.       | Nome              | da       | Modalità   |
| -------- | ----------------- | -------- | ---------- |
| P        | Øystein Øvretveit | Brann    | prestito   |
| P        | Kenneth Stenild   |          | svincolato |
| D        | Oliver Larsen     |          | svincolato |

| Cessioni | Cessioni          | Cessioni | Cessioni      |
| R.       | Nome              | a        | Modalità      |
| -------- | ----------------- | -------- | ------------- |
| P        | Øystein Øvretveit | Brann    | fine prestito |

### Sessione estiva(dal 15/07 al 10/08)
| Acquisti | Acquisti | Acquisti | Acquisti |
| R.       | Nome     | da       | Modalità |
| -------- | -------- | -------- | -------- |

| Cessioni | Cessioni              | Cessioni    | Cessioni      |
| R.       | Nome                  | a           | Modalità      |
| -------- | --------------------- | ----------- | ------------- |
| D        | Steffen Haugland      | Sandnes Ulf | fine prestito |
| D        | Haavard Høiland       | Lillehammer | definitivo    |
| C        | Eirik Ulland Andersen | Hødd        | definitivo    |

## Risultati

### 1. divisjon

#### Girone di andata
| Arbitro: | Rafiq |

|                      |           |            |
| Stilson 50’ Åsen 71’ | Marcatori | 25’ Avalos |

| Arbitro: | Toppe |

|                           |           |                         |
| Kapidzic 26’ Andersen 33’ | Marcatori | 32’ Dadjo 88’ Myklebust |

| Arbitro: | Borgersen (Oslo) |

|              |           |                    |
| Kalludra 33’ | Marcatori | 1’ Avalos 41’ Grov |

| Arbitro: | Gjermshus |

|  |           |           |
|  | Marcatori | 72’ Stene |

| Arbitro: | Kringstad |

|                            |           |  |
| Dos Santos 7’ Mikalsen 13’ | Marcatori |  |

| Arbitro: | Moen |

|                       |           |                 |
| Grov 55’ Kapidzic 69’ | Marcatori | 58’, 90’ Laajab |

| Arbitro: | Berntsen (Vang) |

|                                                   |           |                        |
| Møller 49’ Moen Hansen 62’ (rig.) M. Amundsen 65’ | Marcatori | 29’ Kader 86’ Andersen |

| Arbitro: | Toppe |

|  |           |                                   |
|  | Marcatori | 14’ Tønne 48’ Hagen 90’ Gundersen |

| Arbitro: | Hansen |

|                                   |           |           |
| T. Skogsrud 8’ Dieng 19’ Brix 33’ | Marcatori | 84’ Myhre |

| Arbitro: | Kringstad |

|          |           |                        |
| Grov 64’ | Marcatori | 45’ Vestvatn 57’ Azemi |

| Ulsteinvik 9 giugno 2013, ore 18:00 11ª giornata          | Hødd      | 0 – 2 referto           | Vard Haugesund | Høddvoll Stadion (1.520 spett.) |
| \| \| \| \| \| \| Marcatori \| 26’ Myhre 90’ Miljeteig \| |           |                         |                |                                 |
|                                                           |           |                         |                |                                 |
|                                                           | Marcatori | 26’ Myhre 90’ Miljeteig |                |                                 |

| Arbitro: | Eskås |

|                         |           |                                    |
| Myhre 60’ Miljeteig 68’ | Marcatori | 55’ Møster 87’ (rig.), 90’ Khalili |

| Arbitro: | Kringstad |

|                      |           |            |
| Ingebretsen 39’, 50’ | Marcatori | 90’ Stølås |

| Arbitro: | Kringstad |

|  |           |                                       |
|  | Marcatori | 17’ Martinsen 32’ Balstad 35’ Eriksen |

| Arbitro: | Tennøy |

|                |           |          |
| Stokkelien 43’ | Marcatori | 8’ Elvis |

#### Girone di ritorno
| Arbitro: | Toppe |

|                        |           |                        |
| Myhre 62’ Kapidzic 90’ | Marcatori | 11’ Tepurić 55’ Ertsås |

| Ski 4 settembre 2013, ore 18:00 17ª giornata                                    | Follo     | 4 – 0 referto | Vard Haugesund | Ski Stadion |
| \| \| \| \| \| Azemi 4’ Levorstad 37’ Tveter 41’, 90’ (rig.) \| Marcatori \| \| |           |               |                |             |
|                                                                                 |           |               |                |             |
| Azemi 4’ Levorstad 37’ Tveter 41’, 90’ (rig.)                                   | Marcatori |               |                |             |

| Arbitro: | Rafiq (Oslo) |

|                                           |           |                                                  |
| Stene 25’ Aleesami 36’ Adaramola 71’, 88’ | Marcatori | 71’ Miljeteig 77’ Kapidzic 80’ (rig.), 86’ Myhre |

| Arbitro: | Hansen |

|                    |           |                            |
| Miljeteig 10’, 38’ | Marcatori | 4’, 46’ Rasch 79’ Strømnes |

| Arbitro: | Haugen |

|             |           |               |
| Adebahr 22’ | Marcatori | 65’ Miljeteig |

| Arbitro: | Steen |

|                        |           |  |
| Myhre 36’ Kapidzic 76’ | Marcatori |  |

| Arbitro: | Toppe |

|                         |           |           |
| Stølås 24’ Kapidzic 56’ | Marcatori | 14’ Lamøy |

| Arbitro: | Ahlsen |

|  |           |                          |
|  | Marcatori | 3’ Vindenes 52’ Kallevåg |

| Arbitro: | Tennøy |

|                            |           |            |
| Kapidzic 47’ Miljeteig 78’ | Marcatori | 40’ Psyché |

| Arbitro: | Borgersen (Oslo) |

|              |           |  |
| Richards 36’ | Marcatori |  |

| Arbitro: | Gjermshus |

|            |           |                                    |
| Stølås 39’ | Marcatori | 7’ Suleiman 23’ Dos Santos 50’ Aas |

| Arbitro: | Moen |

|                              |           |  |
| Kapidzic 28’, 56’ Stølås 37’ | Marcatori |  |

| Arbitro: | Borgersen (Oslo) |

|           |           |              |
| Skogh 50’ | Marcatori | 39’ Kapidzic |

| Arbitro: | Eskås |

|                          |           |                     |
| Kapidzic 33’ Løvland 90’ | Marcatori | 86’ Semb Aasmundsen |

| Arbitro: | Lundby |

|                              |           |                                                 |
| Ertzeid 42’ Khalili 56’, 62’ | Marcatori | 54’ Miljeteig 58’, 90’ Kapidzic 74’, 89’ Larsen |

### Coppa di Norvegia
| Arbitro: | Higraff |

|  |           |                                          |
|  | Marcatori | 3’, 50’ Andersen 4’, 39’ Avalos 56’ Grov |

| Arbitro: | Gya |

|           |           |  |
| Myhre 90’ | Marcatori |  |

| Arbitro: | Døvle (Larvik) |

|                            |           |                                              |
| Kapidzic 52’ Miljeteig 90’ | Marcatori | 7’ (rig.), 31’, 60’ Gytkjær 59’, 70’ Engblom |

## Statistiche

### Statistiche di squadra
| Competizione      | Punti | In casa | In casa | In casa | In casa | In casa | In casa | In trasferta | In trasferta | In trasferta | In trasferta | In trasferta | In trasferta | Totale | Totale | Totale | Totale | Totale | Totale | DR |
| Competizione      | Punti | G       | V       | N       | P       | Gf      | Gs      | G            | V            | N            | P            | Gf           | Gs           | G      | V      | N      | P      | Gf     | Gs     | DR |
| ----------------- | ----- | ------- | ------- | ------- | ------- | ------- | ------- | ------------ | ------------ | ------------ | ------------ | ------------ | ------------ | ------ | ------ | ------ | ------ | ------ | ------ | -- |
| 1. divisjon       | 34    | 15      | 5       | 3       | 7       | 23      | 27      | 15           | 4            | 4            | 7            | 23           | 28           | 30     | 9      | 7      | 14     | 46     | 55     | -9 |
| Coppa di Norvegia | -     | 2       | 1       | 0       | 1       | 3       | 5       | 1            | 1            | 0            | 0            | 5            | 0            | 3      | 2      | 0      | 1      | 8      | 5      | +3 |
| Totale            | -     | 17      | 6       | 3       | 8       | 26      | 32      | 16           | 5            | 4            | 7            | 28           | 28           | 33     | 11     | 7      | 15     | 54     | 60     | -6 |

### Statistiche dei giocatori
| Giocatore            | 1. divisjon | 1. divisjon | 1. divisjon | 1. divisjon | Coppa di Norvegia | Coppa di Norvegia | Coppa di Norvegia | Coppa di Norvegia | Coppe europee | Coppe europee | Coppe europee | Coppe europee | Altre coppe | Altre coppe | Altre coppe | Altre coppe | Totale   | Totale | Totale      | Totale     |
| Giocatore            | Presenze    | Reti        | Ammonizioni | Espulsioni  | Presenze          | Reti              | Ammonizioni       | Espulsioni        | Presenze      | Reti          | Ammonizioni   | Espulsioni    | Presenze    | Reti        | Ammonizioni | Espulsioni  | Presenze | Reti   | Ammonizioni | Espulsioni |
| -------------------- | ----------- | ----------- | ----------- | ----------- | ----------------- | ----------------- | ----------------- | ----------------- | ------------- | ------------- | ------------- | ------------- | ----------- | ----------- | ----------- | ----------- | -------- | ------ | ----------- | ---------- |
| A. Avalos            | 26          | 2           | 4           | 0           | 2                 | 2                 | 0                 | 0                 | ?             | ?             | ?             | ?             | ?           | ?           | ?           | ?           | 28+      | 4+     | 4+          | 0+         |
| T. Baardsen Pedersen | 8           | 0           | 0           | 0           | 0                 | 0                 | 0                 | 0                 | ?             | ?             | ?             | ?             | ?           | ?           | ?           | ?           | 8+       | 0+     | 0+          | 0+         |
| A. Bundegaard        | 0           | 0           | 0           | 0           | 0                 | 0                 | 0                 | 0                 | ?             | ?             | ?             | ?             | ?           | ?           | ?           | ?           | 0+       | 0+     | 0+          | 0+         |
| E. Drivenes          | 29          | 0           | 3           | 0           | 3                 | 0                 | 1                 | 0                 | ?             | ?             | ?             | ?             | ?           | ?           | ?           | ?           | 32+      | 0+     | 4+          | 0+         |
| A. Elvis             | 25          | 1           | 5           | 1           | 1                 | 0                 | 1                 | 0                 | ?             | ?             | ?             | ?             | ?           | ?           | ?           | ?           | 26+      | 1+     | 6+          | 1+         |
| E. Grov              | 15          | 1           | 0           | 0           | 2                 | 0                 | 0                 | 0                 | ?             | ?             | ?             | ?             | ?           | ?           | ?           | ?           | 17+      | 1+     | 0+          | 0+         |
| S. Grov              | 14          | 2           | 1           | 0           | 3                 | 1                 | 0                 | 0                 | ?             | ?             | ?             | ?             | ?           | ?           | ?           | ?           | 17+      | 3+     | 1+          | 0+         |
| E. Gundersen         | 0           | 0           | 0           | 0           | 0                 | 0                 | 0                 | 0                 | ?             | ?             | ?             | ?             | ?           | ?           | ?           | ?           | 0+       | 0+     | 0+          | 0+         |
| J. Hansen            | 24          | 0           | 3           | 0           | 3                 | 0                 | 1                 | 0                 | ?             | ?             | ?             | ?             | ?           | ?           | ?           | ?           | 27+      | 0+     | 4+          | 0+         |
| S. Haugland          | 3           | 0           | 0           | 0           | 1                 | 0                 | 0                 | 0                 | ?             | ?             | ?             | ?             | ?           | ?           | ?           | ?           | 4+       | 0+     | 0+          | 0+         |
| H. Høiland           | 0           | 0           | 0           | 0           | 0                 | 0                 | 0                 | 0                 | ?             | ?             | ?             | ?             | ?           | ?           | ?           | ?           | 0+       | 0+     | 0+          | 0+         |
| S. Jensen            | 3           | 0           | 0           | 0           | 0                 | 0                 | 0                 | 0                 | ?             | ?             | ?             | ?             | ?           | ?           | ?           | ?           | 3+       | 0+     | 0+          | 0+         |
| B. Kader             | 14          | 1           | 4           | 0           | 3                 | 0                 | 0                 | 0                 | ?             | ?             | ?             | ?             | ?           | ?           | ?           | ?           | 17+      | 1+     | 4+          | 0+         |
| T. Kallevåg          | 14          | 1           | 0           | 0           | 2                 | 0                 | 0                 | 0                 | ?             | ?             | ?             | ?             | ?           | ?           | ?           | ?           | 16+      | 1+     | 0+          | 0+         |
| M. Kvalvågnes        | 0           | 0           | 0           | 0           | 0                 | 0                 | 0                 | 0                 | ?             | ?             | ?             | ?             | ?           | ?           | ?           | ?           | 0+       | 0+     | 0+          | 0+         |
| S. Kapidžić          | 27          | 13          | 5           | 0           | 1                 | 1                 | 0                 | 0                 | ?             | ?             | ?             | ?             | ?           | ?           | ?           | ?           | 28+      | 14+    | 5+          | 0+         |
| O. Larsen            | 15          | 2           | 2           | 0           | 0                 | 0                 | 0                 | 0                 | ?             | ?             | ?             | ?             | ?           | ?           | ?           | ?           | 15+      | 2+     | 2+          | 0+         |
| M. Lie               | 0           | 0           | 0           | 0           | 0                 | 0                 | 0                 | 0                 | ?             | ?             | ?             | ?             | ?           | ?           | ?           | ?           | 0+       | 0+     | 0+          | 0+         |
| R. Løvland           | 23          | 1           | 2           | 0           | 2                 | 0                 | 1                 | 0                 | ?             | ?             | ?             | ?             | ?           | ?           | ?           | ?           | 25+      | 1+     | 3+          | 0+         |
| R. Miljeteig         | 28          | 8           | 3           | 0           | 3                 | 1                 | 0                 | 0                 | ?             | ?             | ?             | ?             | ?           | ?           | ?           | ?           | 31+      | 9+     | 3+          | 0+         |
| V. Myhre             | 24          | 7           | 6           | 0           | 3                 | 1                 | 0                 | 0                 | ?             | ?             | ?             | ?             | ?           | ?           | ?           | ?           | 27+      | 8+     | 6+          | 0+         |
| S. Nielsen           | 2           | 0           | 0           | 1           | 0                 | 0                 | 0                 | 0                 | ?             | ?             | ?             | ?             | ?           | ?           | ?           | ?           | 2+       | 0+     | 0+          | 1+         |
| H. Ørpetveit         | 0           | 0           | 0           | 0           | 0                 | 0                 | 0                 | 0                 | ?             | ?             | ?             | ?             | ?           | ?           | ?           | ?           | 0+       | 0+     | 0+          | 0+         |
| Ø. Øvretveit         | 3           | 0           | 0           | 0           | 0                 | 0                 | 0                 | 0                 | ?             | ?             | ?             | ?             | ?           | ?           | ?           | ?           | 3+       | 0+     | 0+          | 0+         |
| A. Sandvik           | 4           | 0           | 0           | 0           | 1                 | 0                 | 0                 | 0                 | ?             | ?             | ?             | ?             | ?           | ?           | ?           | ?           | 5+       | 0+     | 0+          | 0+         |
| H. Sandvik           | 14          | 0           | 0           | 0           | 3                 | 0                 | 0                 | 0                 | ?             | ?             | ?             | ?             | ?           | ?           | ?           | ?           | 17+      | 0+     | 0+          | 0+         |
| K. Stenild           | 9           | 0           | 1           | 0           | 0                 | 0                 | 0                 | 0                 | ?             | ?             | ?             | ?             | ?           | ?           | ?           | ?           | 9+       | 0+     | 1+          | 0+         |
| A. Stølås            | 26          | 4           | 4           | 0           | 3                 | 0                 | 1                 | 1                 | ?             | ?             | ?             | ?             | ?           | ?           | ?           | ?           | 29+      | 4+     | 5+          | 1+         |
| O. Stople            | 1           | 0           | 0           | 0           | 1                 | 0                 | 0                 | 0                 | ?             | ?             | ?             | ?             | ?           | ?           | ?           | ?           | 2+       | 0+     | 0+          | 0+         |
| E. Ulland Andersen   | 12          | 2           | 3           | 1           | 2                 | 2                 | 0                 | 0                 | ?             | ?             | ?             | ?             | ?           | ?           | ?           | ?           | 14+      | 4+     | 3+          | 1+         |
| A. Underhaug         | 11          | 0           | 1           | 0           | 0                 | 0                 | 0                 | 0                 | ?             | ?             | ?             | ?             | ?           | ?           | ?           | ?           | 11+      | 0+     | 1+          | 0+         |
| H. Vindenes          | 28          | 1           | 3           | 0           | 2                 | 0                 | 0                 | 0                 | ?             | ?             | ?             | ?             | ?           | ?           | ?           | ?           | 30+      | 1+     | 3+          | 0+         |